# Amanoa cupatensis
Amanoa cupatensis là một loài thực vật có hoa trong họ Diệp hạ châu. Loài này được Huber mô tả khoa học đầu tiên năm 1910.